# 泽目站
泽目站（日语：／ Sawame eki */?）是位于秋田县八峰町峰滨水泽，屬於东日本旅客铁道（JR東日本）五能线的鐵路車站。

## 历史
- 1926年4月26日 - 作为日本国有铁道车站投入运营[1]。
- 1987年4月1日 - 国铁分割民营化后成为JR东日本车站。

## 车站结构

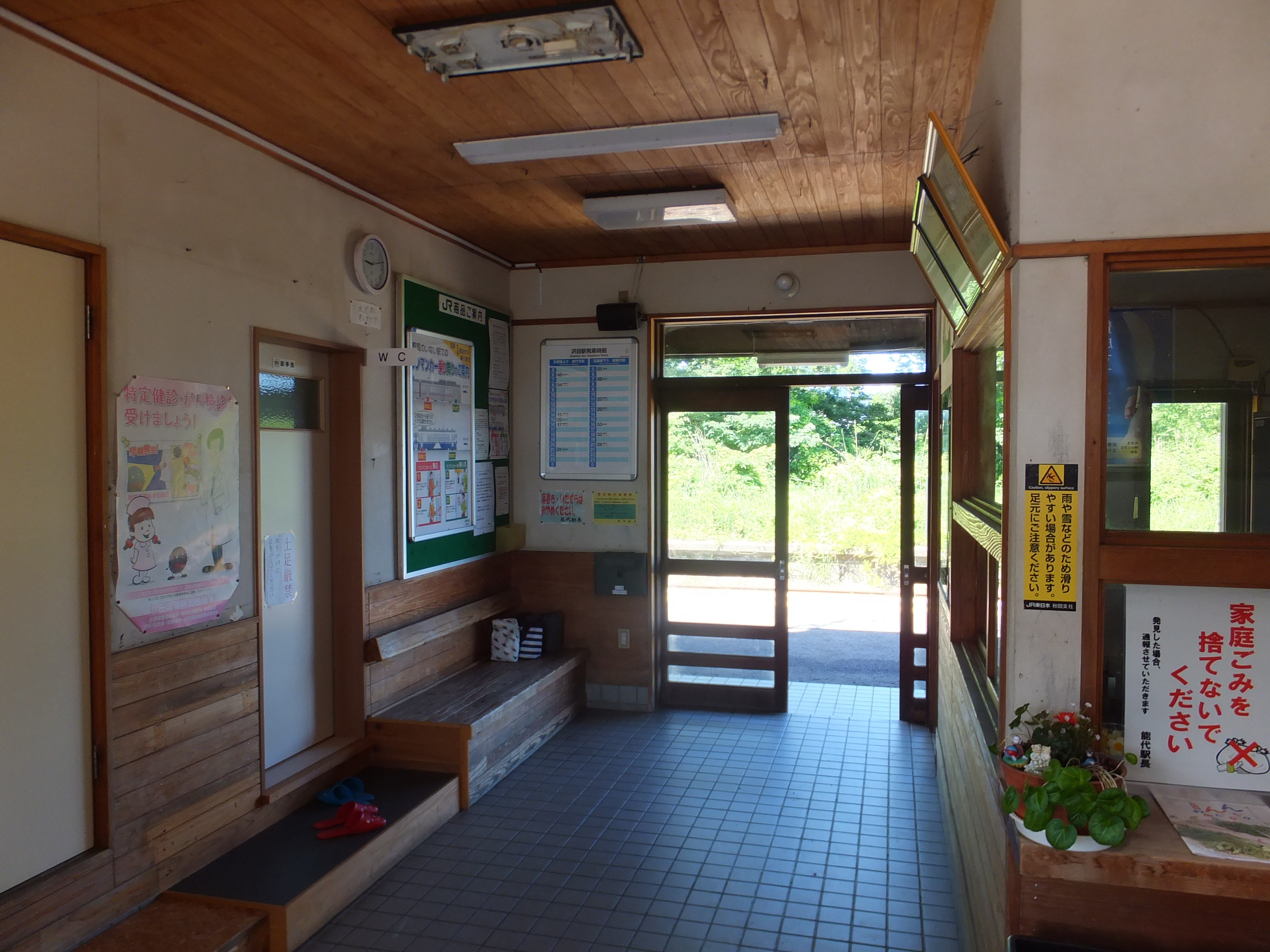
車站內部（2017年6月）
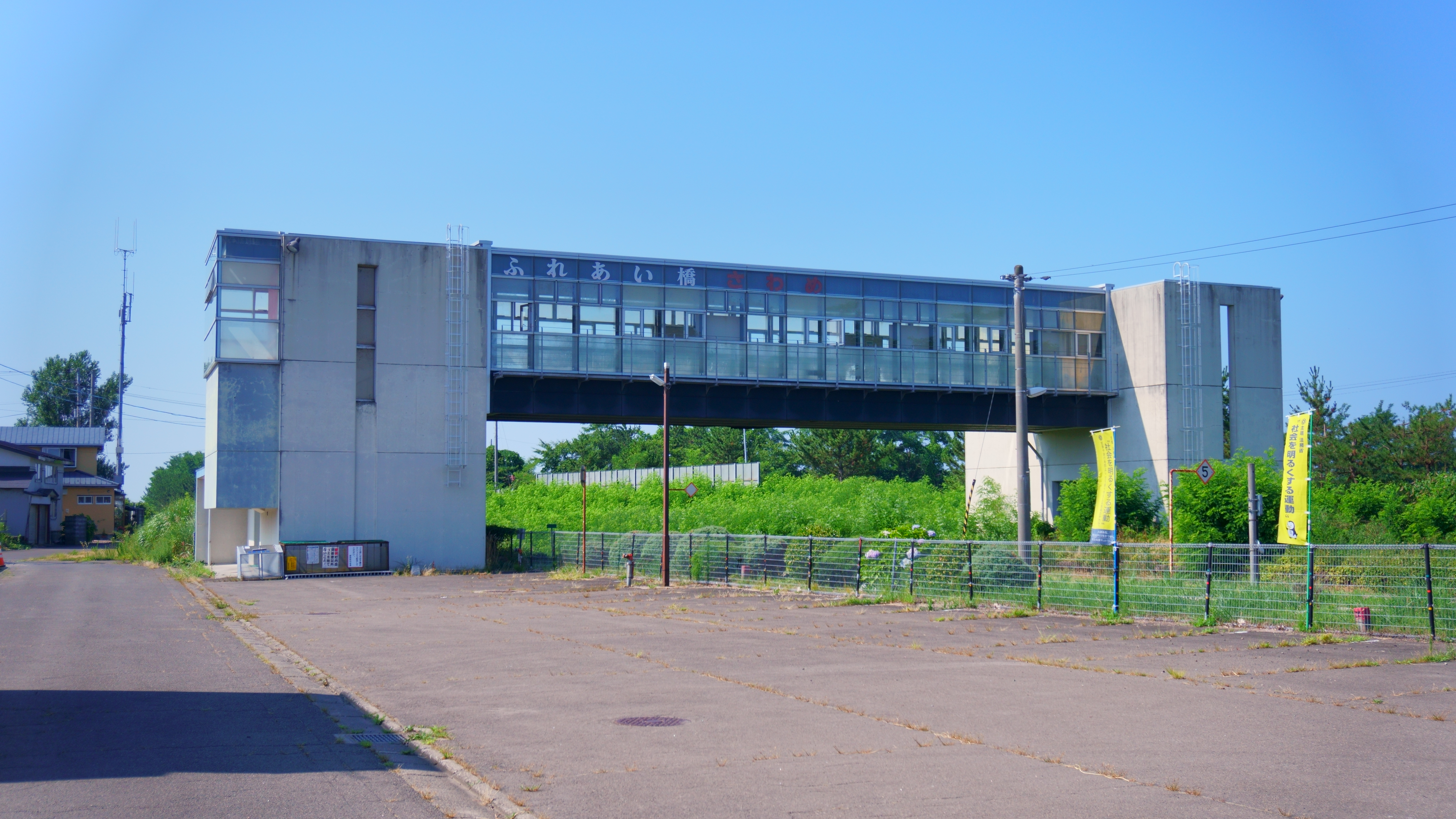
跨線天橋（2021年7月）
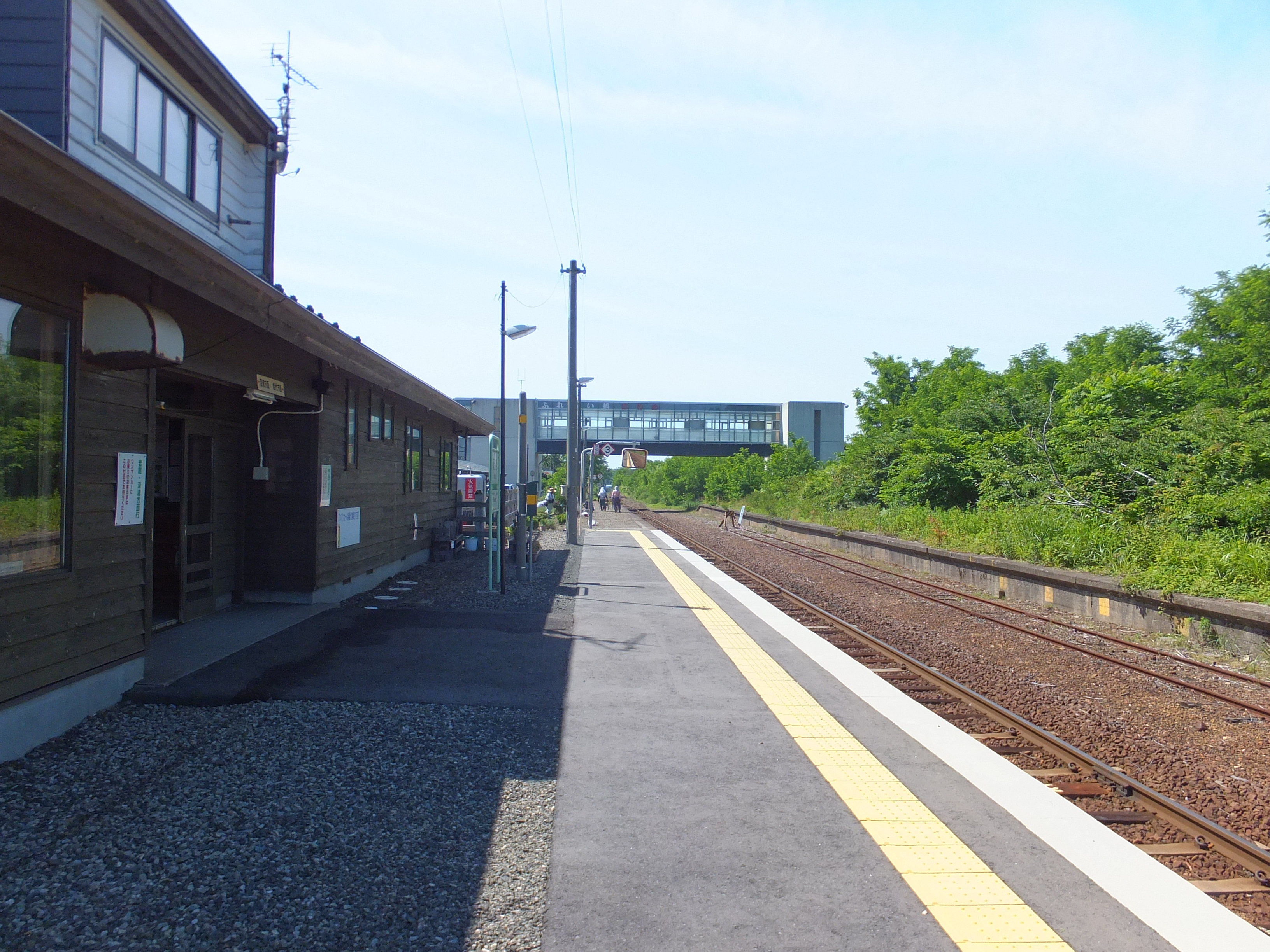
月台（2017年6月）

本站為侧式站台1台1线的地上车站，過去則为对侧站台2台2线车站。本站是由能代站管理的无人车站，現時的月台为過去的上行线月台，而下行线部分只剩下些遗迹。本站的站房为木质结构，並且与工商会馆共構。

## 相鄰車站
東日本旅客鐵道
■五能線
□快速
通过
■普通
鸟形－泽目－东八森